# 鏡町
鏡町（かがみまち）は、かつて熊本県八代郡にあった町。
2005年8月1日に、八代市、泉村、千丁町、坂本村、東陽村と合併し、新・八代市となったため廃止した。
但し、番地名としての「鏡町」は八代市への移行後も残っている（八代市鏡町○○〜）。

## 歴史
- 1876年 - 南野崎村と北野崎村が合併し野崎村が成立。
- 1889年4月1日 - 町村制施行に伴い、八代郡内田村・鏡町・鏡村・芝口村・野崎村・上鏡村が合併して（旧）鏡町が誕生。
- 1955年2月1日 - 八代郡（旧）鏡町・文政村・有佐村が対等合併。（新）鏡町となる。
- 2005年8月1日 - 泉村・千丁町・鏡町・東陽村とともに八代市と対等合併。八代市となる。

## 地域

### 教育

#### 高等学校
- 熊本県立氷川高等学校（閉校）
- 熊本県立八代農業高等学校

#### 中学校
- 鏡町立鏡中学校

#### 小学校
- 鏡町立鏡小学校
- 鏡町立有佐小学校
- 鏡町立文政小学校

## 交通

### 鉄道
- 九州旅客鉄道
  - 鹿児島本線：有佐駅

### 道路

#### 県道
主要地方道
- 熊本県道14号八代鏡宇土線
- 熊本県道42号八代鏡線

県道
- 熊本県道338号八代不知火線　など

## 名所・旧跡・観光スポット・祭事・催事
- 有佐貝塚
- 鏡ヶ池
- 印鑰神社（いんにゃくじんじゃ） - 八代市鏡町鏡村1
- 鮒取り神事
- 貝洲加藤神社 - 八代市鏡町貝洲699
- 文政神社 - 八代市鏡町両出
- 松尾神社 - 八代市鏡町内田105
- 生目神社 - 八代市鏡町塩浜370
- 鑑内橋
- 新川義塾跡

## 出身著名人
- 山本莉玖
- 岡田松生（教育者、政治家、実業家。熊本バンドのメンバー）
- 名和童山（教育者。私立変則中学新川義塾開設）
- 遠山参良（教育者。九州学院初代院長）
- 赤星陸治（実業家。小岩井農場長、三菱地所社長・会長）
- 谷口睦生（陸上選手）
- 松田澄夫（洋画家）
- マティ・マツダ（プロレスラー）
- 魚住昭（ジャーナリスト、ノンフィクション作家）
- 澤宮優（ノンフィクション作家、エッセイスト）
- 岡村智美（柔道家）